# صانعات الماء
صانعات الماء (بالإنجليزية: Aquificaceae)‏ هي عائلة بكتيريا من رتبة صانعيات الماء وتضم خمسة أجناس هي:
- جنس صانعة الماء (بالإنجليزية: Aquifex)‏
- جنس (بالإنجليزية: Hydrogenivirga)‏
- جنس (بالإنجليزية: Hydrogenobacter)‏
- جنس (بالإنجليزية: Hydrogenobaculum)‏
- جنس (بالإنجليزية: Thermocrinis)‏